# South Haven (Indiana)
South Haven – jednostka osadnicza w Stanach Zjednoczonych, w stanie Indiana, w hrabstwie Porter.